# Scarnica olivina
Scarnica olivina är en fjärilsart som beskrevs av Sergius G. Kiriakoff 1962. Scarnica olivina ingår i släktet Scarnica och familjen tandspinnare. Inga underarter finns listade.